# تغییر فصل (فیلم)
تغییر فصل (به انگلیسی: A Change of Seasons) فیلمی محصول سال ۱۹۸۰ و به کارگردانی ریچارد لانگ است. در این فیلم بازیگرانی همچون شرلی مک‌لین، آنتونی هاپکینز، بو درک، مایکل براندون، مری بت هرت و کی کالان ایفای نقش کرده‌اند.